# Semjon Tumanov
Semjon Tumanov (russisk: Семён Иса́евич Тума́нов) (født 22. juli 1921 i Simferopol, død 22. juni 1973 i Moskva i Sovjetunionen) var en sovjetisk filminstruktør og manuskriptforfatter.

## Filmografi
- Aljosjkina ljubov (Алёшкина любовь, 1960)[1][2]
- Ko mne, Mukhtar! (Ко мне, Мухтар!, 1964)
- Nikolaj Bauman (Николай Бауман, 1967)
- Ljubov Serafima Frolova (Любовь Серафима Фролова, 1968)